# Impasse des Carrières
L'impasse des Carrières est une voie située dans le quartier de la Muette du 16e arrondissement de Paris.

## Situation et accès
L'impasse des Carrières est une voie publique située dans le 16e arrondissement de Paris. Elle débute au 24-26, rue de Passy et se termine en impasse.
Elle est desservie à proximité par la ligne 6 à la station Passy.

## Origine du nom
Cette voie tient son nom de sa proximité avec l'ancienne rue des Carrières, devenue rue Nicolo en 1865, qui menait aux carrières de Passy.

## Historique
L'impasse est classée dans la voirie parisienne par un arrêté municipal du 10 juin 1997.

## Bâtiments remarquables et lieux de mémoire

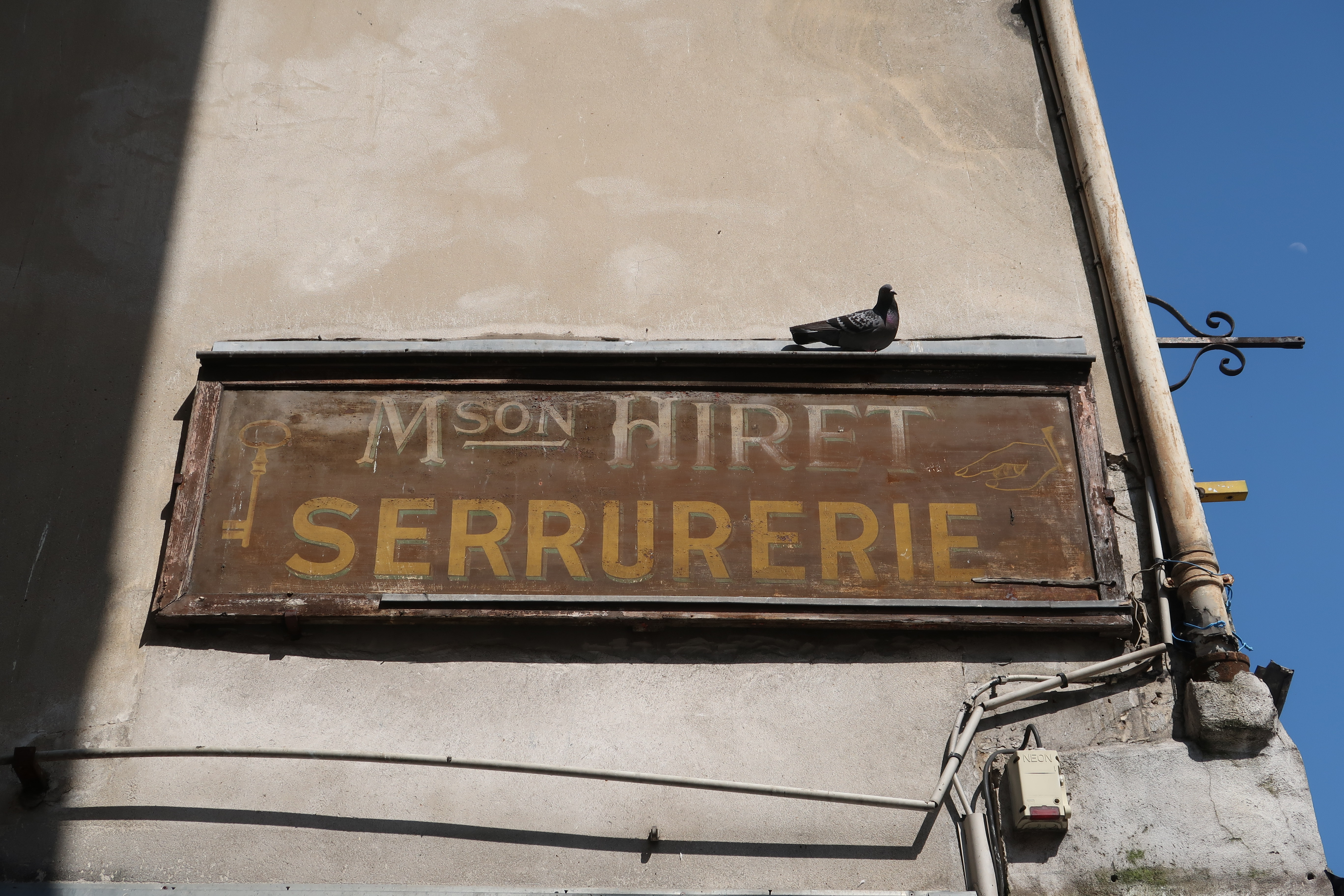
Ancienne enseigne de serrurerie.